# Лобури
Лобури — професійні збирачі пожертвувань для церков. Так звали лише чоловіків, мешканців міста Янава (сучасне Іванове Брестської області), які збирали кошти на будівництво та реставрацію церков. Багато священиків користувалися послугами лобурів.

## Походження
З давніх-давен місто Янава належало королям Речі Посполитої, що давало його мешканцям певні переваги. Селяни, які відбували так звану «мильну повинність» (тобто постачали на вимогу царської адміністрації певну кількість стручків), були вільні від інших повинностей. так сталося, що вільного часу у яновців було багато, але землі не так багато. І вони знайшли спосіб перетворити зайвий час на гроші. Після приєднання білоруських земель до Російської імперії діяльність батраків не припинилася. Більш того, вони відчували заступництво нової влади, яка також дотримувалася православ'я. Професійні мандрівники порахували. Багато хто не любив настирливих мандрівників.

## Одяг і звичаї
Навіть одяг лобурів відрізнявся від жителів сусідніх сіл. Традиційні білоруські «магерки» поступилися місцем шапкам із козирком. Працівники принципово не носили одворотів, вони носили чоботи на високому каблуці. У холодну погоду носили вишиті півпальта. Дружини батраків були кмітливими і винахідливими. Багато хто був грамотним.

## Місце і час діяльності
Територія діяльності лобурів була дуже широкою: від України до Прибалтики, від Молдови до Центральної Росії. Трудящі не гребували жодною жертвою: грошима, полотном, коноплею, льоном, вовною — все приймали. І значна частина зібраних коштів дійсно пішла на будівництво та реставрацію храмів.
Деякі дослідники вважають, що за допомогою батраків до наших днів збереглися дві дерев’яні церкви XVIII ст.: Миколаївська в с. Дружиловичі та Петропавлавська в с. Махро . Робітнича окупація проіснувала в Янові до початку 1940-х років, коли місто, як і вся Західна Білорусь, увійшло до складу УРСР . Сьогодні іванівська інтелігенція має на меті встановити в місті пам'ятник праці.